# Championnat de France féminin de hockey sur glace 2010-2011
Saison précédente Saison suivante
La saison 2010-2011 est la 25e édition du Championnat de France féminin de hockey sur glace.

## Championnat Féminin Élite

### Équipes engagées
Elles sont au nombre de trois : 
- Hockey Club Cergy-Pontoise ;
- Grenoble Métropole Hockey 38 ;
- Hockey Club Neuilly-sur-Marne.

### Formule de la saison
Les équipes sont rassemblées au sein d'une poule unique et se rencontrent en double aller-retour. Pour limiter les déplacements, deux matchs sont joués lors de chaque confrontation. Suit ensuite une phase finale à laquelle l'équipe vainqueur du Championnat féminin excellence participe.
Les points sont attribués de la manière suivante : 
- 2 points pour une victoire ;
- 1 point pour un nul ;
- 0 point pour une défaite.

### Saison régulière
Elle est disputée du 16 octobre 2010 au 6 mars 2011.
| Domicile / Extérieur | Cergy-Pontoise | Grenoble | Neuilly-sur-Marne |
| HC Cergy-Pontoise    |                | 1-5      | 1-3               |
| HC Cergy-Pontoise    | 1-4            | 2-4      |                   |
| Grenoble MH 38       | 5-1            |          | 1-4               |
| Grenoble MH 38       | 2-3            | 3-2      |                   |
| HC Neuilly-sur-Marne | 3-1            | 5-1      |                   |
| HC Neuilly-sur-Marne | 11-2           | 7-4      |                   |

|  | Victoire à domicile |  | Match nul |  | Victoire à l'extérieur |

| Pl. | Équipe               | PJ | V | N | D | Pts | BP | BC | +/- |
| --- | -------------------- | -- | - | - | - | --- | -- | -- | --- |
| 1er | HC Neuilly-sur-Marne | 8  | 7 | 0 | 1 | 14  | 39 | 15 | +24 |
| 2e  | Grenoble MH 38       | 8  | 4 | 0 | 4 | 8   | 25 | 24 | +1  |
| 3e  | HC Cergy-Pontoise    | 8  | 1 | 0 | 7 | 2   | 12 | 37 | -25 |

### Phase finale
La phase finale se déroule les 23 et 24 avril 2011 à la patinoire de Cergy-Pontoise. Elle est jouée sous la forme d'une coupe. En demi-finales, l'équipe ayant fini première de la saison régulière affronte le champion féminin excellence tandis que les équipes ayant fini deuxième et troisième s'opposent dans la seconde demi. Les grenobloises remportent leur second titre consécutif.
|  | Demi-finales         | Demi-finales         |                |    | Finale               | Finale               |
|  | Demi-finales         | Demi-finales         |                |    | Finale               | Finale               |
|  |                      |                      |                |    |                      |                      |
|  | 23 avril 2011, 12:30 | 23 avril 2011, 12:30 |                |    | 24 avril 2011. 18:10 | 24 avril 2011. 18:10 |
|  | 23 avril 2011, 12:30 | 23 avril 2011, 12:30 |                |    | 24 avril 2011. 18:10 | 24 avril 2011. 18:10 |
|  | Grenoble MH 38       | 3                    |                |    | 24 avril 2011. 18:10 | 24 avril 2011. 18:10 |
|  | Grenoble MH 38       | 3                    |                |    | 24 avril 2011. 18:10 | 24 avril 2011. 18:10 |
|  | HC Cergy-Pontoise    | 1                    |                |    | 24 avril 2011. 18:10 | 24 avril 2011. 18:10 |
|  | HC Cergy-Pontoise    | 1                    | Grenoble MH 38 | 5  |                      |                      |
|  | 23 avril 2011, 18:10 |                      | Grenoble MH 38 | 5  |                      |                      |
|  |                      | HC Neuilly-sur-Marne | 0              |    |                      |                      |
|  | HC Neuilly-sur-Marne | HC Neuilly-sur-Marne | 0              | 19 |                      |                      |
|  | HC Neuilly-sur-Marne |                      |                | 19 |                      |                      |
|  | Gap HC               | 0                    |                |    |                      |                      |
|  | Gap HC               | 0                    |                |    |                      |                      |

## Championnat Féminin Excellence

### Équipes engagées
Elles sont au nombre de onze réparties en deux poules régionales :
| Poule Ouest - Bretagne - HC Cergy-Pontoise 2 - Pays de la Loire - Saint-Ouen/Garges - Viry-Châtillon Essonne Hockey | Poule Est - Hockey Club de Colmar - Gap Hockey Club - Languedoc-Roussillon - Mont-Blanc - Gryphonnes de Strasbourg - Hockey Club Val Vanoise |

### Formule de la saison
Les équipes engagées sont réparties en deux poules régionales jouées en matchs aller-retour. Les deux premiers de chaque poule se qualifient pour le carré final.
Les points sont attribués de la manière suivante : 
- 2 points pour une victoire
- 1 point pour un nul
- 0 point pour une défaite

### Saison régulière
Elle est disputée du 2 octobre 2010 au 13 mars 2011.

#### Poule Ouest
| Domicile / Extérieur          | Bretagne | Cergy 2 | Pays de la Loire | St. Ouen/Garges | Viry |
| Bretagne                      |          | 1-7     | 5-0              | 7-3             | 2-2  |
| HC Cergy-Pontoise 2           | 1-4      |         | 29-0             | 8-1             | 6-2  |
| Pays de la Loire              | 0-16     | 0-14    |                  | 1-14            | 0-11 |
| Saint-Ouen/Garges             | 0-2      | 1-14    | 6-0              |                 | 2-4  |
| Viry-Châtillon Essonne Hockey | 2-2      | 1-1     | 8-0              | 3-1             |      |

|  | Victoire à domicile |  | Match nul |  | Victoire à l'extérieur |

| Pl. | Équipe                        | PJ | V | N | D | Pts | BP | BC  | +/-  |
| --- | ----------------------------- | -- | - | - | - | --- | -- | --- | ---- |
| 1er | HC Cergy-Pontoise 2           | 8  | 6 | 1 | 1 | 13  | 80 | 10  | +70  |
| 2e  | Bretagne                      | 8  | 5 | 2 | 1 | 12  | 39 | 15  | +24  |
| 3e  | Viry-Châtillon Essonne Hockey | 8  | 4 | 3 | 1 | 11  | 33 | 14  | +19  |
| 4e  | Saint-Ouen/Garges             | 8  | 2 | 0 | 6 | 4   | 28 | 39  | -11  |
| 5e  | Pays de la Loire              | 8  | 0 | 0 | 8 | 1   | 1  | 103 | -102 |

#### Poule Est
| Domicile / Extérieur     | Colmar | Gap  | Languedoc-Rou. | Mont-Blanc | Strasbourg | Val Vanoise |
| Hockey Club de Colmar    |        | 3-7  | 12-0           | 19-1       | 22-2       | 5-4         |
| Gap Hockey Club          | 3-2    |      | 6-1            | 7-0        | 10-1       | 3-2         |
| Languedoc-Roussillon     | 3-11   | 0-6  |                | 5-3        | 11-0       | 1-3         |
| Mont-Blanc               | 0-10   | 0-15 | 4-6            |            | 4-3        | 0-9         |
| Gryphonnes de Strasbourg | 0-17   | 1-10 | 0-12           | 4-2        |            | 1-18        |
| Hockey Club Val Vanoise  | 3-2    | 2-5  | 5-1            | 9-1        | 13-1       |             |

|  | Victoire à domicile |  | Match nul |  | Victoire à l'extérieur |

| Pl. | Équipe                   | PJ | V  | N | D | Pts | BP  | BC  | +/-  |
| --- | ------------------------ | -- | -- | - | - | --- | --- | --- | ---- |
| 1er | Gap Hockey Club          | 10 | 10 | 0 | 0 | 20  | 72  | 12  | +60  |
| 2e  | Hockey Club de Colmar    | 10 | 7  | 0 | 3 | 14  | 103 | 24  | +79  |
| 3e  | Hockey Club Val Vanoise  | 10 | 7  | 0 | 3 | 14  | 68  | 20  | +48  |
| 4e  | Languedoc-Roussillon     | 10 | 4  | 0 | 6 | 8   | 40  | 50  | -10  |
| 5e  | Gryphonnes de Strasbourg | 10 | 1  | 0 | 9 | 2   | 14  | 119 | -105 |
| 6e  | Mont-Blanc               | 10 | 1  | 0 | 9 | 2   | 15  | 87  | -72  |

### Carré final
Il se déroule du 18 au 20 mars 2011 à la Patinoire Brown-Ferrand de Gap.
| 18 mars 2011 | Gap HC              | 5-2 (1-1; 1-1; 3-0)           | HC Colmar           | Patinoire Brown-Ferrand Affluence : 90  |
| 18 mars 2011 | HC Cergy-Pontoise 2 | 1-0 (0-0; 0-0; 1-0)           | Bretagne            | Patinoire Brown-Ferrand Affluence : 62  |
| 19 mars 2011 | HC Cergy-Pontoise 2 | 9-1 (1-1; 5-0; 3-0)           | HC Colmar           | Patinoire Brown-Ferrand Affluence : 85  |
| 19 mars 2011 | Gap HC              | 2-1 (0-1; 1-0; 1-0)           | Bretagne            | Patinoire Brown-Ferrand Affluence : 187 |
| 20 mars 2011 | HC Colmar           | 4-1 (0-0; 1-1; 3-0)           | Bretagne            | Patinoire Brown-Ferrand Affluence : 45  |
| 20 mars 2011 | Gap HC              | 4-3 a.p. (0-1; 2-0; 1-2; 1-0) | HC Cergy-Pontoise 2 | Patinoire Brown-Ferrand Affluence : 280 |

| Pl. | Équipe                | PJ | V | N | D | Pts | BP | BC | +/- |
| --- | --------------------- | -- | - | - | - | --- | -- | -- | --- |
| 1er | Gap Hockey Club       | 3  | 3 | 0 | 0 | 6   | 11 | 6  | +5  |
| 2e  | HC Cergy-Pontoise 2   | 3  | 2 | 0 | 1 | 4   | 13 | 5  | +8  |
| 3e  | Hockey Club de Colmar | 3  | 1 | 0 | 2 | 2   | 7  | 15 | -8  |
| 4e  | Bretagne              | 3  | 0 | 0 | 3 | 0   | 2  | 7  | -5  |